# Not Myself Tonight
«Not Myself Tonight» (en español: No Soy Yo Misma Esta Noche) es el primer sencillo del álbum Bionic de la cantante estadounidense Christina Aguilera en el 2010. La canción fue escrita por la cantante y compositora Ester Dean y coescrito y producida por Polow da Don. Fue recibida positivamente por los críticos, elogiando el regreso de Aguilera a su estilo de Stripped (2002).
El 23 de marzo de 2010, después de una cuenta regresiva de 24 horas en su sitio web oficial, se reveló que una canción que se llama «Not Myself Tonight» sería lanzado como el primer sencillo del álbum. La versión del sencillo de «Not Myself Tonight» fue publicado también, mostrando Aguilera vestida de diablo y luciendo un traje de látex, tirantes y cadenas. La canción obtuvo críticas positivas, elogiando a Aguilera por regresar a los tiempos donde publicó la canción «Dirrty» (2002). «Not Myself Tonight» fue censurada en varios países por la letra explícita, en algunas radios estadounidenses se negaron totalmente a reproducir dicha canción por lo mismo.
La canción logró figurar en el número 23 en Billboard Hot 100 de los Estados Unidos. En junio de 2010 sale elegida como la Canción del verano 2010 en los Estados Unidos, y hasta el momento se han registrado 368 000 descargas digitales en dicho país. Además logró liderar en la posición número 1 en el conteo Billboard Hot Dance Club Play de canciones más sonadas en las discotecas y clubes de Estados Unidos, lo que llevó a Aguilera a tener cuatro sencillos en el número uno de dicha lista para ese entonces. En Japón alcanzó en el número 3 del conteo Japan Hot 100, la lista más importante de este país. Australia es el país del continente de Oceanía donde tiene más éxito, ya que en su primera semana se convierte en una de las más sonadas, ubicándose en el número 6 del conteo radial convirtiéndolo en uno de los países donde registra su mayor éxito, al igual que en descargas digitales ya acumula 35 000 descargas logrando el disco de oro.
El vídeo musical de la canción fue filmado entre el 9 y 12 de abril, cuyo director es Hype Williams y el coreógrafo es Jeri Slaughter. Por otro parte, el vídeo musical de «Not Myself Tonight» se encontraba restringido para mayores de edad en YouTube, pero fue a principios del 2013 que lo desbloquearon para todo público, pero en algunos países fue censurado totalmente; en el 2010 Yahoo lo escogió como el mejor vídeo de ese mismo año y se convirtió rápidamente en unos de los vídeos más emblemáticos de su carrera al igual que «Dirrty» y «Beautiful» por las escenas explícitas.
Aguilera interpretó la canción en vivo en el show de Oprah Winfrey.Aguilera interpretó nuevamente «Not Myself Tonight» como parte de un popurrí con «Bionic» y «Woohoo» en los MTV Movie Awards 2010. Durante la interpretación de «Bionic» y «Not Myself Tonight» se vistió con un traje de "diamantes incrustados en piezas" mientras está sentado en un "trono dorado" y comenzó a rapear las primeras líneas de la canción. Aguilera interpretó la canción de nuevo en un mini-show que interpretó en VH1 Storytellers.

## Antecedentes

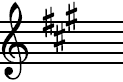
La nota más larga registrada en la canción es de "D5", en cuanto a la nota más baja de "D3".

Aguilera reveló el título de su álbum de estudio luego del próximo trimestre, así como el nombre de tres nuevas canciones en febrero de 2010 de la revista Marie Claire. Durante la entrevista también reveló que el primer sencillo sería «Glam» del productor de música Tricky Stewart, describiéndolo como un sucesor de Vogue de Madonna.
El 23 de marzo de 2010, después de una cuenta regresiva de 24 horas en su página web oficial, se reveló que una canción que se llama «Not Myself Tonight» sería lanzado como el primer sencillo del álbum, a lo que se tenía pensado que sería «Glam» como supuesto sencillo se quedó atrás y pasó a ser relleno del álbum. El cover del sencillo de «Not Myself Tonight» fue publicado también, mostrando Aguilera vestida de diablo y luciendo un traje de látex, tirantes y cadenas. La letra de la canción se dio a conocer un día después y un fragmento de 18 segundos de la pieza que se publicó el 26 de marzo. La canción fue creada inicialmente para una premier en el sitio web de Aguilera el 30 de marzo, y recibió su primera emisión completa de su estación de radio ese mismo día. Oficialmente se estrenó en Estados Unidos en la radio el 5 de abril de 2010 y la canción fue lanzada después digitalmente en los Estados Unidos y muchos otros países el 13 de abril de 2010. El rango vocal de Aguilera canta su nota más baja "D3", en medio de "Bb4" en el segundo verso, y las notas cinturones "D5" en el coro, de las cuales una larga nota "D5" en (2:00). Ella da un grito de exclamación con una nota de "E6" en la introducción de dicha canción.

## Recepción

### Crítica
La canción recibió críticas positivas de los críticos, la canción hasta el regreso de Aguilera a su sonido y estilo de «Dirrty» (2002). James Montgomery de MTV News elogió la pista y dijo que era "una cosa, silbido zumbido, lleno de sintetizadores a todo volumen y las trampas de repuesto a toda velocidad a lo largo de más de golpes, cuatro sobre el piso de golpe.. el tipo de pista que te esperas escuchar ruidos de los altavoces en las grandes clubes, multi-nivel de Europa". Bill Lamb de About.com dio a la canción una crítica positiva: "Quien podría pensar que la destreza vocal hace poca diferencia en una canción pop convencional necesita escuchar una vez al estelar nuevo sencillo de Christina Aguilera "Not Myself Tonight". La canción electropop suena como que podría ser un poco más normal hasta las voces realmente patada en unos 45 segundos de la canción. Desde ese momento Christina Aguilera eleva sobre gran parte de la competencia demostrando por qué se incluye con frecuencia en las listas cortas de los mejores cantantes de pop de hoy en día". La revista Vibe estaba impresionado con la canción: "Con una escritura asistir por Ester Dean y Polow Da Don en la producción, Christina suena como si estuviera gestionado a unirse a todos sus personajes en una mujer adulta, y cómodamente nervioso listo para golpear a Ke$ha, Lady Gaga y Katy Perry (que está "besar a todos los chicos y chicas!") en el club gay. Frenetic con sintetizadores brillantes, a todo volumen trampas y destellos de soul, Xtina obviamente encontró la niñera derecha, porque la mierda-me bombas están fuera y listo para usar". Anthony Ramos de Access Hollywood dijo que "La pista infundido tribal-beat es su disco más sexy que 'He oído ya que "Dirrty" de 2002... es un himno de alto octanaje que está seguro de obtener un montón de peticiones en las discotecas de todo. Mientras se pone en marcha con un susurro sensual pidiendo a sus fanes, "¿Quieres hacerte el loco? "Porque yo no doy f**k"". Michael Menachem de Billboard dio la única una crítica positiva: "Los canales Aguilera una versión más Euro-glamour de su ex sucio alter ego Xtina en esta noche, corriendo letras sobre auto-reinvención con gritos entrecortados y los improperios traviesos. El goteo sintetizadores, líneas de bajo pulsante y tambores tribal house [...] sonido suplicante sin terminar. Junto con la gama vocal inigualable de Aguilera, esta noche demuestra que la actual manía de la dance-pop no estaría completo sin ella". Whitney Pastorek de Entertainment Weekly fue más crítico de la canción, alegando que estaba "producido a una pulgada de su vida "pero agregó que "no hay duda de que la voz" y pedir "cuando canta "Esta noche no soy la misma chica", ¿le preocupa que ella quiere decir, como en términos de control de calidad?".

## Vídeo musical

El vídeo musical de «Not Myself Tonight» se estrenó a través de la cuenta de VEVO de Christina Aguilera; cabe mencionar que durante un tiempo estuvo restringido solo para usuarios mayores de edad.

El vídeo musical de la canción fue filmado entre el 9 y 12 de abril, cuyo director es Hype Williams y el coreógrafo es Jeri Slaughter. El vídeo se estrenó en día 30 de abril del 2010, fue puesto a la venta en Itunes al día siguiente de su lanzamiento en varios países de Europa, y el 4 de mayo se lanza en América, y asciende al número 1 de ventas en 12 países entre ellos Estados Unidos, Canadá, México, Alemania, Francia, Italia, España, entre otros.

### Influencia y concepto
Según Christina Aguilera, el vídeo musical de «Not Myself Tonight» es un homenaje a la estrella pop Madonna con sus videos «Human Nature» y «Express Yourself».

Uno de mis vídeos favoritos de siempre es "Express Yourself" de Madonna que se presentaban muy fuerte y el empoderamiento de la que siempre trato de incorporar a través de mi expresión de la sexualidad; me encanta la referencia directa que hice sobre Madonna con la escena del monóculo y el humo y las escaleras. Yo estaba pagando tributo a una mujer muy fuerte que ha allanado el camino antes.
Christina Aguilera.

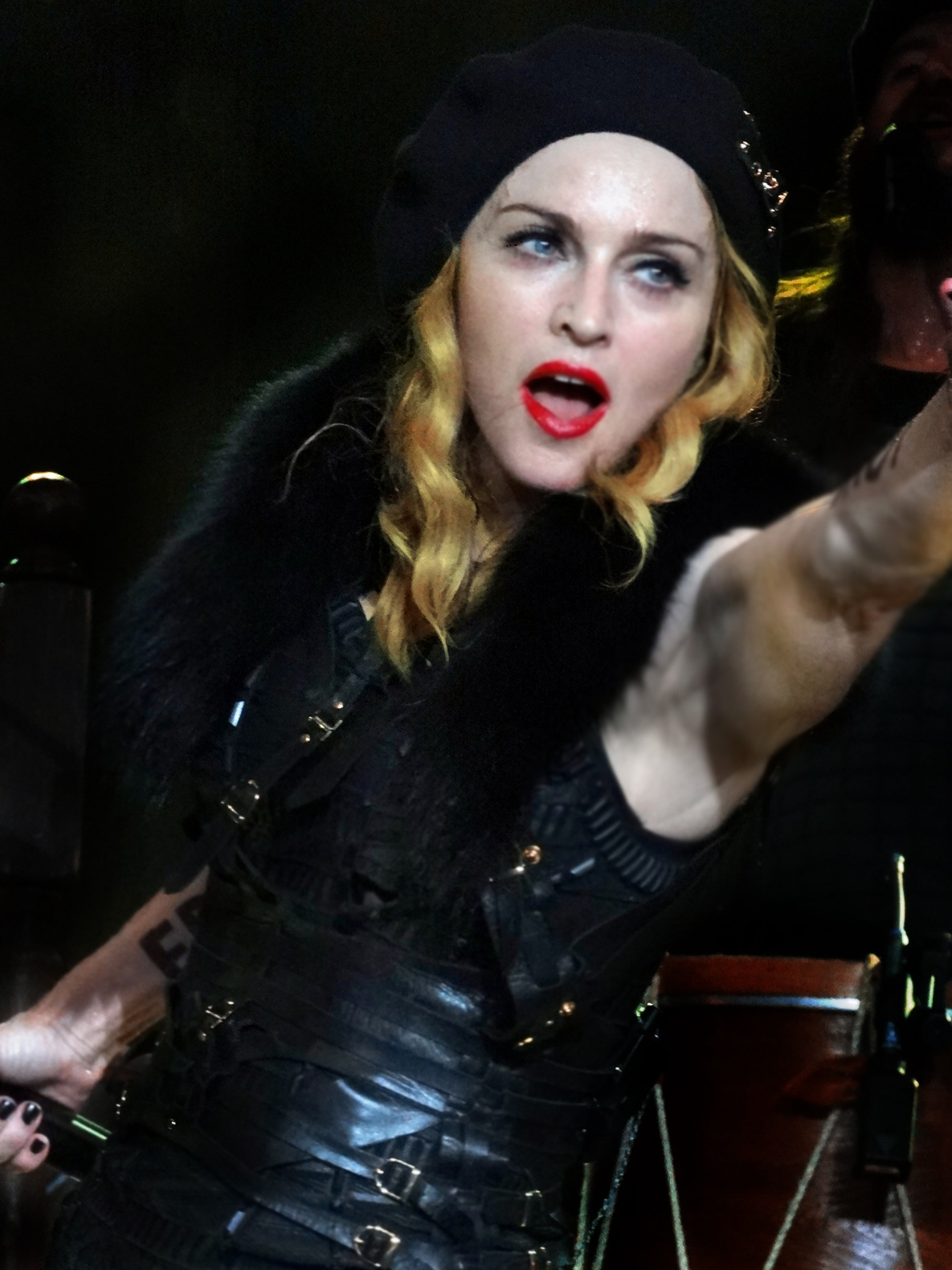
Según Christina Aguilera se inspiró en algunos vídeos de Madonna para el vídeo musical de «Not Myself Tonight».

Aguilera se ve entre varios cortes de pelo en el vídeo, que han sido comparados con los estilos de Bettie Page, Beyoncé, Britney Spears, Lady Gaga y en especial a Gwen Stefani. Ella también aparece en un estilo similar al de su vídeo musical de «Lady Marmalade» (2001). También se recuerda a Aguilera en su vídeo musical de «Dirrty», en el que se monta en la parte delantera y trasera de un hombre sin camisa sudada. Aguilera también afirmó que parte de la inspiración del vídeo surgió de su trabajo en la película Burlesque (2010), diciendo: "Hay baile, y aprendí mucho también como bailarina haciendo mi papel en Burlesque, moviendo mi cuerpo de una manera que fuera sentir nunca antes tan preciso. Nunca fui tan apasionada por el baile, pero después de Burlesque realmente me enamoré y me adapté en el baile de «Not Myselft Tonight», pero fue muy, muy divertido para tomar lo que aprendí de la película". Ella también comentó: "Muchos de las escenas del vídeo fue la base de mi inspiración visual", explicó, "Tomé bombo en mi área de salón en mi casa que es como mi estudio creativo, tomó las ideas y luego tomó las ideas de otros y en relación con las ideas, y que solo fue realmente imaginaría icónica".

### Crítica
Gil Kaufman de MTV News describió al vídeo musical nombrando "Un puñado de bomba, sexy, y ver a través de diminutos impermeables bailar sin camisa bajo la lluvia y un orgía en una iglesia que termina con un grupo retorciéndose". Kaufman también comentó: "La mayor parte del clip, de hecho se despliega como un catálogo virtual de vídeo para fetishwear, incluyendo ropa interior de cuero negro, una camiseta de cota de malla bikini y un traje deslumbrado que consiste en poco más que cadenas de plata colocados estratégicamente y empanadas conectados a la muñeca y esposas de tobillo".

### Trama
La temática del vídeo musical es sobre el sadomasoquismo y no hay una trama en sí, ya que son diferentes escenas variadas de diferentes estilos. Por ejemplo, un look parecido a la portada del disco al comienzo del vídeo, con escenas entre el medio durante todo el vídeo, donde se aprecia a Christina en escenas lésbicas, heterosexuales y orgías en una Iglesia. Otra escena es donde está sentada en una silla, vestida en un microbikini dorado, atada de pies y manos y adornada con joyas, ya que está semidesnuda. Otra parte, se aprecia a Aguilera bailando bajo la lluvia con una coreografía y bailarines alrededor de ella. La mayoría de los trajes utilizados en este vídeo son de látex ajustados al cuerpo.

## Rendimiento en las listas musicales
Debuta en la posición número 23 en la lista Billboard Hot 100, lo que lo convierte en el tercer debut más alto en toda su carrera. Hasta el momento se han registrado más de 368 000 descargas digitales en Estados Unidos. Además logró liderar en la posición número 1 en el conteo Billboard Hot Dance Club Play de canciones más sonadas en las discotecas y clubes de Estados Unidos, lo que llevó a Aguilera a tener cuatro sencillos en el número uno de dicha lista para ese entonces. En junio del 2010 sale elegida como la Canción del verano 2010 en dicho país. En Canadá, el sencillo debuta en la posición número 86 antes de haber sido lanzada y en su tercera semana en la lista se ubica en la posición número 11 donde se mantuvo por trece semanas en la lista.
En el antiguo continente, el sencillo tuvo un éxito bipolar. El sencillo ingresa a las listas de varios países y logra Top 20 en el Reino Unido en su primera semana de lanzamiento, lo mismo en Países Bajos, Top 40 en Austria, Bélgica, España y Top 50 Suiza, pero en todas las anteriores, el sencillo sale de las listas rápidamente. En otros países como Hungría logra ingresar al Top 5 de las listas. En la lista Europe Hot 100 de Billboard debuta en la posición número 41 y a la semana siguiente cae al número 58. En Oceanía el sencillo tuvo un éxito moderado. El sencillo debuta en la lista de Nueva Zelanda en la posición número 32, superando la posición de su sencillo anterior, «Keeps Gettin' Better» que llegó a la número 36, pero al igual que este, solo se mantiene una semana en la lista. En Australia en su primera semana se convierte en una de las más sonadas, ubicándose en el número 6 del conteo radial, convirtiéndolo en uno de los países donde registra su mayor éxito, al igual que en descargas digitales ya acumula 35 000 descargas logrando el disco de Oro, la primera y única certificación del sencillo hasta el momento. En la lista general de sencillos debuta en la posición número 22. En el continente Asiático fue donde el sencillo mostró lograr más popularidad. En Japón debuta en el número 14 del Conteo Hot 100 y se mantiene en la lista durante varias semanas hasta alcanzar la posición número 3.

## Presentaciones en vivo

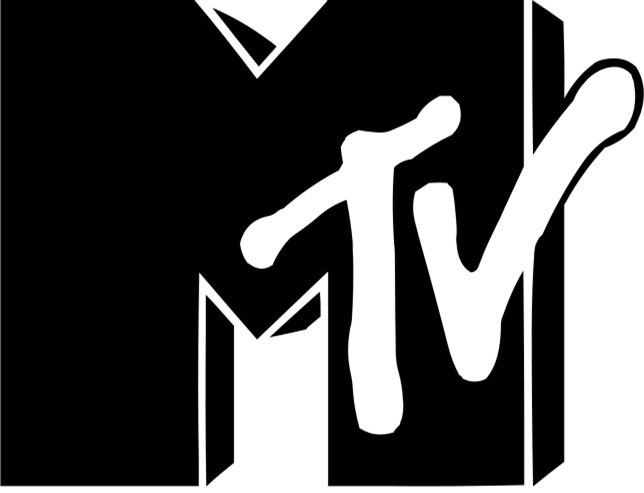
Aguilera interpretó una parte de «Not Myself Tonight» en un popurrí en los MTV Movie Awards 2010.

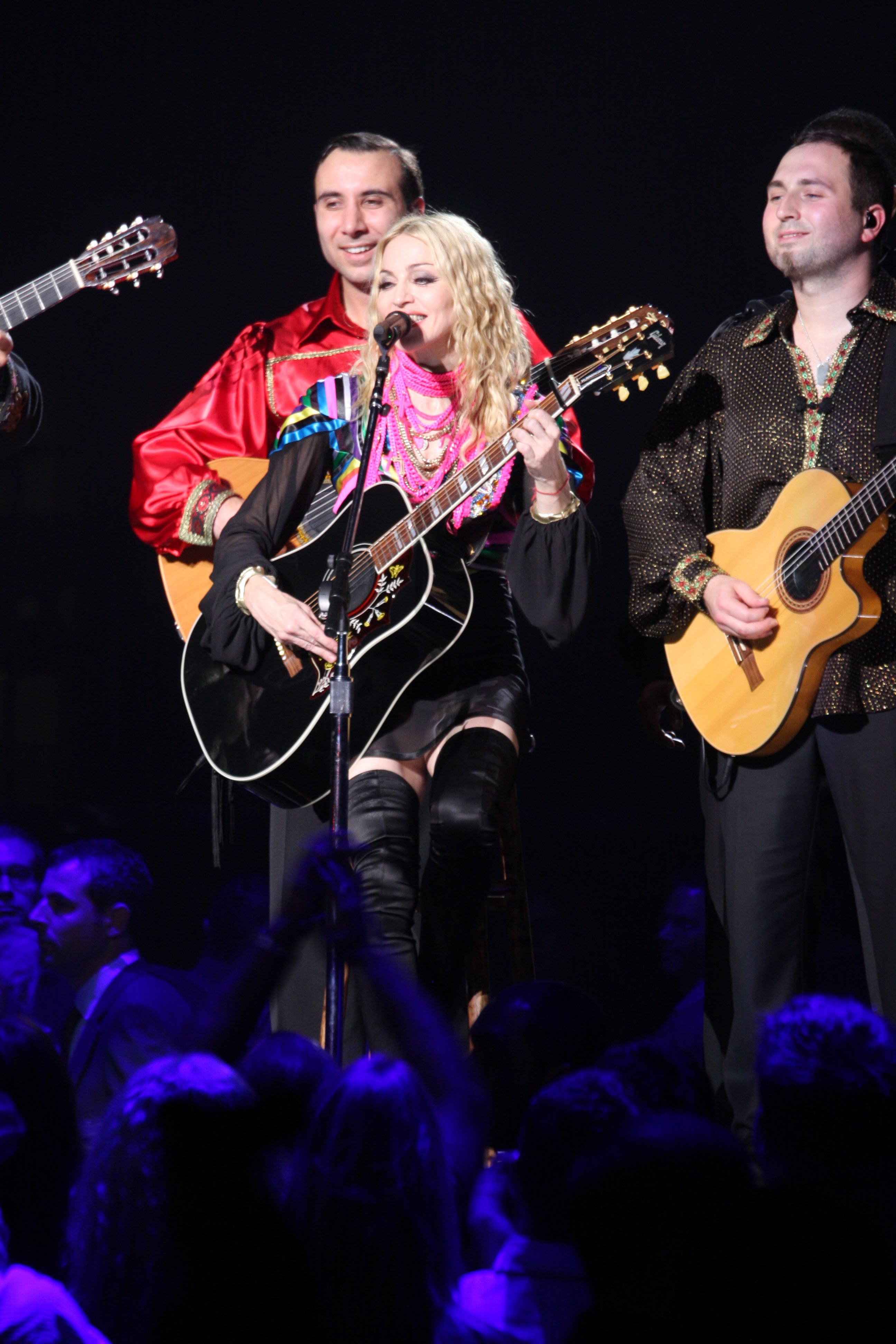
El rendimiento de Aguilera de "Bionic" y "Not Myself Tonight" en los MTV Movie Awards el 6 de junio de 2010 se compara con Madonna y su tour en 2008 a 09 Sticky & Sweet Tour.

Aguilera estrenó la canción en vivo en el show de Oprah Winfrey el 7 de mayo de 2010, vestida en una sola pieza de negro y abrigo largo negro con botas altas, acompañadas de luces láser verde, humo y bailarines. Ella en un punto que explica el concepto de la canción, diciendo al público: "Esta canción es acerca de dejarte ir y expresarse", como ella con confianza "pisoteó un lado a otro del escenario". Aguilera también interpretó la canción en su concierto en The Today Show el 8 de junio de 2010. Ella también interpretó la canción en vivo con Regis y Kelly el 10 de junio de 2010, y como parte de su concierto en la cadena CBS en The Early Show el 11 de junio de 2010. Aguilera interpretó nuevamente «Not Myself Tonight» como parte de un popurrí con «Bionic» y «Woohoo» en los MTV Movie Awards 2010. Durante la interpretación de «Bionic» y «Not Myself Tonight» se vistió con un traje de "diamantes incrustados en piezas" mientras está sentado en un "trono dorado" y comenzó a rapear las primeras líneas de la canción, con el pelo rizado de platino, se parece a Madonna durante el último tour de Sticky & Sweet Tour (2008-09). Entonces, caminó sobre el escenario, con la vestimenta de plata y negro con bailarines de respaldo en "cuero" comenzó a lanzar golpes, y disparos de láser resonaron a través de la audiencia. La actuación fue recibida con críticas negativas y sobre todo no pudo ganar el impacto de los medios de comunicación. Tamar Anitai para MTV Buzzworthy "no me impresionó el rendimiento de ella", resumiendo que "era todo acerca de su yo-soy-todavía-una-diva a voces", demostración de la etapa frenética, y sólo para adultos (insinuaciones)... Y entonces sucedió eso". New York Post con el editor Jarett Wieselman criticaron la parte de Aguilera, escribiendo que "parecía menos como un escaparate y más como una tienda de mascotas va de la venta del negocio. Todo fue puesto en exhibición en la esperanza de que al menos un elemento sería llamar la atención de alguien y evitar la eutanasia". En un punto de vista positivo, James Montgomery de MTV News elogió su busca como "una reina del siglo 23" y el espectáculo "tiene millones de personas en todo caliente". Aguilera interpretó la canción de nuevo en un mini-show que interpretó en VH1 Storytellers.

## Posicionamiento

### Listas de popularidad
| América         |                     |    |
| Canadá          | Canadian Hot 100    | 11 |
| Estados Unidos  | Hot 100             | 23 |
| Estados Unidos  | Digital Songs       | 15 |
| Estados Unidos  | Pop Songs           | 14 |
| Estados Unidos  | Radio Songs         | 49 |
| Estados Unidos  | Hot Dance Club Play | 1  |
| Estados Unidos  | Yahoo Video         | 1  |
| Asia            |                     |    |
| Japón           | Hot 100             | 3  |
| Europa          |                     |    |
| Alemania        | Top 100 Singles     | 24 |
| Austria         | Top 75 Singles      | 26 |
| Bélgica         | Ultratop 40         | 24 |
| Eslovaquia      | Top 100 Singles     | 12 |
| España          | Top 50 Singles      | 32 |
| Finlandia       | Top 20 Singles      | 20 |
| Hungría         | Top 20 Singles      | 2  |
| Países Bajos    | Dutch Top 40        | 18 |
| Países Bajos    | Top 100 Singles     | 32 |
| Reino Unido     | Top 100 Singles     | 12 |
| República Checa | Top 20 Singles      | 18 |
| Suecia          | Top 60 Singles      | 34 |
| Suiza           | Top 100 Singles     | 42 |
| Oceanía         |                     |    |
| Australia       | Top 50 Singles      | 22 |
| Australia       | Top 40 Digital      | 20 |
| Australia       | Top 50 Airplay      | 6  |
| Nueva Zelanda   | Top 40 Singles      | 32 |
| Internacionales |                     |    |
| Europa          | Euro Hot 100        | 41 |

### Anuales
| Anuales 2010   |                      |          |
| País           | Listas               | Posición |
| Japón          | Japanese Top 100     | 72       |
| España         | PROMUSICAE           | 20       |
| Estados Unidos | Hot Dance Club Songs | 40       |

| Predecesor: "Gettin' Over You" de David Guetta con Chris Willis feat. Fergie y LMFAO | Billboard Hot Dance Club Songs 19 de junio de 2010 | Sucesor: "Pretty Mess" de Erika Jayne     |
| Predecesor: "天長地久" de 倉木麻衣                                                   | Hong Kong Top 20 Singles 29 de mayo de 2010        | Sucesor: "The Perfect Moment" de 藤田惠美 |

## Certificaciones
| País      | Organismo certificador | Certificación | Ventas certificadas | Simbolización | Ref.  |
| --------- | ---------------------- | ------------- | ------------------- | ------------- | ----- |
| Australia | ARIA                   | Disco de Oro  | 35 000              |               | [ 1 ] |

## Lanzamiento radial y digital
| País           | Fecha                            | Formato          |
| -------------- | -------------------------------- | ---------------- |
| Estados Unidos | 30 de marzo de 2010              | A.P.E. radio     |
| Estados Unidos | 5 de abril de 2010               | Radio impact     |
| Estados Unidos | 6 de abril de 2010               | Mainstream radio |
| Australia      | 13 de abril de 2010              | descarga digital |
| Bélgica        | 13 de abril de 2010              | descarga digital |
| Canadá         | 13 de abril de 2010              | descarga digital |
| Dinamarca      | 13 de abril de 2010              | descarga digital |
| Francia        | 13 de abril de 2010              | descarga digital |
| Finlandia      | 13 de abril de 2010              | descarga digital |
| Grecia         | 13 de abril de 2010              | descarga digital |
| Irlanda        | 13 de abril de 2010              | descarga digital |
| Italia         | 13 de abril de 2010              | descarga digital |
| México         | 13 de abril de 2010              | descarga digital |
| Estados Unidos | 13 de abril de 2010              | descarga digital |
| Reino Unido    | 9 de mayo de 2010                | descarga digital |
| Australia      | 7 de mayo de 2010                | CD sencillo      |
| Reino Unido    | 11 de mayo de 2010 - (Aus Mixes) | CD sencillo      |
| Alemania       | 21 de mayo de 2010               | CD sencillo      |
| Reino Unido    | 25 de mayo de 2010 - (Eu Mixes)  | CD sencillo      |

## Versiones
- Clean Version
- Explicit Version
- Instrumental
- Chus & Ceballos Club Remix
- Chus & Ceballos Stereo Remix
- Jody Den Broeder Remix